# Râul Repaș
Râul Repaș este un afluent al râului Chizdia. 

## Hărți
- Harta județului Timiș